# Behaimův glóbus
Behaimův glóbus je nejstarší dochovaný zemský glóbus na světě, jeho autorem je Martin Behaim. Glóbus byl vytvořen na žádost městské rady Norimberka v letech 1492-1493. Pověření lze najít v historických dokumentech rady, ale je patrné i ze samého glóbu. Na jižním pólu glóbu je napsáno věnování. Hlavně v Německu je glóbus označován jako „zemské jablko“ (německy Erdapfel). Glóbus je jedním z posledních kartografických děl, které představují svět před objevením Ameriky Kryštofem Kolumbem v roce 1492. Glóbus má průměru 54 cm a je zhotoven z papíru a sádry. Na glóbu jsou zachyceny tři tehdy známé kontinenty (Evropa, Asie a Afrika) a množství více či méně hypotetických ostrovů.
V roce 1492 byl Martin Behaim pověřen vytvořit glóbus, který by odrážel tehdejší známý svět. O důvodech vzniku glóbu se stále spekuluje, patrně měl být glóbus motivací pro námořní expedice k hledání námořních cest do Indie nebo rozvoj námořního obchodu. Tomu by odpovídalo i znázornění míst původu různých komodit.
Předlohou pro Behaima bylo dílo Claudia Ptolemaia, Ptolemaiova mapa, jeho vliv je patrný na rozměrech kontinentů. Jako současné zdroje byly využity příběhy Marca Pola a zprávy Jehana de Mandevilla.

## Spolupracovníci
Behaim nepracoval na celém glóbu sám přizval si několik spolupracovníků z různých oborů.
- Hans Glockengießer - zkušený zvonař, vytvořil šablonu formy glóbu
- Hans Stork
- Ruprecht Kalberger - vytvořil kouli glóbu
- Georg Glockendon - malíř; autor malby na glóbu
- Peter Gage Hart

## Postup výroby glóbu

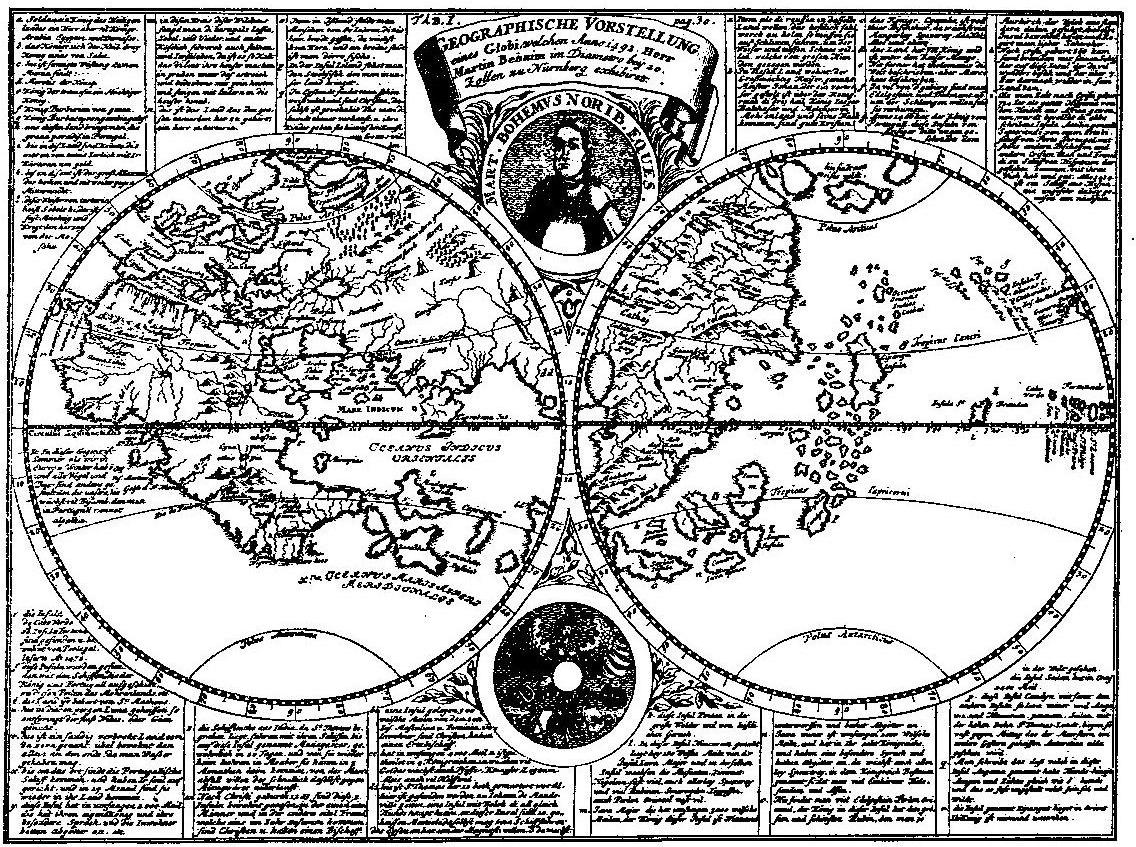
Projekce Behaimovo glóbusu

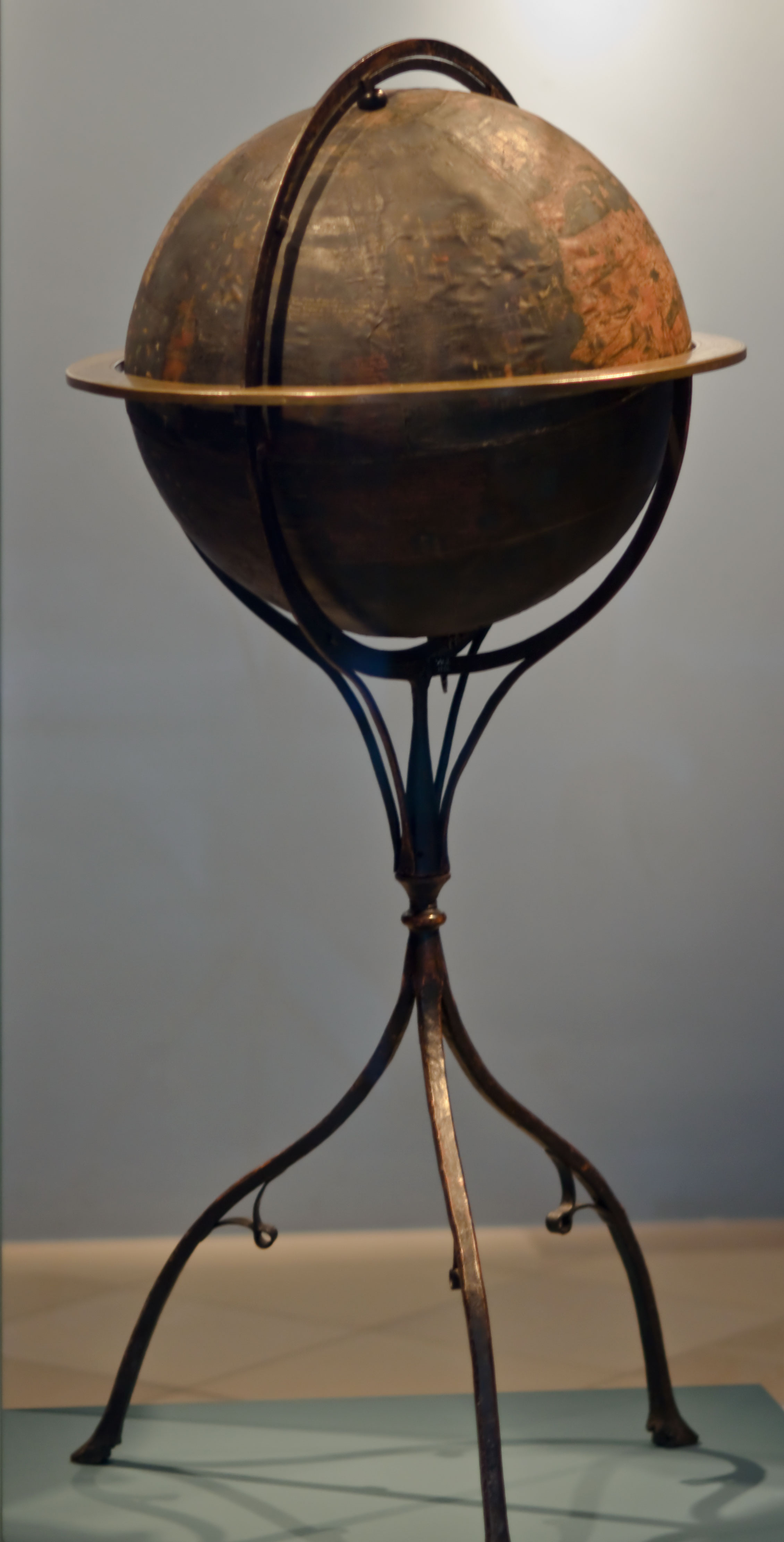
Behaimův glóbus

Hans Glockengießer vytvořil šablonu glóbu pro zachování stejného tvaru, která byla naplněna jílem. Jílovou kouli potáhl Ruprecht Kalberger čtyřmi vrstvami plátna, které upevnil pomocí šití a lepidla. Poslední vrstva byl papír, který byl určen k tvorbě kresby. Po zaschnutí byla koule rozříznuta na severní a jižní polokouli v rovině rovníku. Jíl z vnitřní části byl odstraněn. Pro větší stabilitu byly do těla glóbu vloženy dřevěné obruče. Přes severní a jižní pól byla vsazena osa rotace. Glóbus byl osazen dvěma železnými kroužky, které sloužily jako poledník a obzor. Následně byla na poslední vrstvu papíru nanesena kresba kontinentů a moří. Jejím autorem je George Glockendon a nazval ji „Erdepfel“, tedy zemské jablko. Kresba neobsahuje znázornění poledníků ani rovnoběžek. V roce 1510 byl glóbus opatřen dnešním kovovým rámem. Sám Behaim pak vytvořil popisky k různým místům a stručné charakteristiky hospodářsky významných oblastí. Jedná se o nápisy podél západního pobřeží Afriky. Informace pro tyto texty čerpal ze své účasti na plavbách Diogo Coa v letech 1484-1485.

## Přesnost glóbu
Geografická přesnost glóbu je silně závislá na použitých zdrojích a liší se podle kontinentů. Výpočet obvodu Země byl proveden podle Ptolemaia, ale nebyl přesný. Z toho důvodu došlo ke značnému zkreslení některých moří a kontinentů. Například Středozemní moře bylo příliš dlouhé a Evropa s Asií příliš velká. V důsledku toho nebylo možné na glóbus začlenit později objevenou Ameriku. Prostor v Atlantském oceánu, kde se měl tento kontinent nacházet, byl příliš malý.
Rozdíly jsou i v podrobnosti zpracování jednotlivých kontinentů. Evropa, Středozemní moře, severní a západní pobřeží Afriky jsou zpracovány velmi přesně a detailně. Další části Afriky jsou již zpracovány povrchně a nepřesně. Oblast Indie je rozeznatelná již s problémy a v oblasti Tichého oceánu se nachází množství spíše mytických ostrovů.

## Historie umístění
Glóbus byl umístěn na radnici v Norimberku až do počátku 17. století, kdy byl předán rodině Behaima. V roce 1823 byl objeven zapomenut v podkroví jejich domu, následně byl zapůjčen do německého národního muzea. V roce 1937 ve snaze zabránit odvozu glóbusu do USA, byl koupen kancléřem Adolfa Hitlera a předán muzeu v Norimberku. V Norimberku je uložen dodnes a to v Germanisches Nationalmuseum. V letech 1847 a 1908 byly vyrobeny dvě kopie glóbu, které jsou uloženy v Paříži a ve Washingtonu.

## Zájem vědců
Behaimův glóbus je středem zájmů vědců i v současné době. V roce 1977 byl glóbus detailně zkoumán za pomoci rentgenu, s cílem určit materiál, ze kterého je glóbus vytvořen. S rozvojem technologií pro digitalizaci byla snaha o digitalizaci glóbu. První pokus byl proveden v roce 1992 Technickou univerzitou ve Vídni. Další digitalizace byla zahájena v roce 2011 Germánským národním muzeem.